# Kommunale Ausländervertretung
Die Kommunale Ausländervertretung (KAV) ist der Ausländerbeirat der Stadt Frankfurt am Main. Das politische Gremium wird von den Bürgern, die nicht die deutsche Staatsangehörigkeit besitzen, gewählt und vertritt ihre Belange gegenüber der Gemeinde. Eine Wahlperiode dauert fünf Jahre.
Die KAV wurde 1991 gegründet. Die Wahlbeteiligung lag bei der ersten Wahl am 1. Dezember 1991 bei 19,7 Prozent. Das Projekt wurde unter anderem von Daniel Cohn-Bendit unterstützt. Gegenüber dem Hessischen Rundfunk sagte Cohn-Bendit: „Wir wollen das kommunale Wahlrecht, aber meinen, dass die KAV der erste Schritt ist. Das ist ein Schritt im Kampf für die politische Gleichstellung der Immigranten in dieser Stadt“.
Im Jahre 2000 wurde Albrecht Magen zum Dezernenten für Integration berufen und war zuständig für das Amt für multikulturelle Angelegenheiten und für die Geschäftsstelle der Kommunalen Ausländervertretung. Auf ihn folgten die Dezernenten Jean Claude Diallo und Nargess Eskandari-Grünberg.
2005 stand der KAV Frankfurt ein Etat in Höhe von 60.000 Euro zur Verfügung. Bei der Wahl am 27. November 2005 bewarben sich 27 Listen. Die Wahlbeteiligung unter den rund 140.000 wahlberechtigten ausländischen Einwohner lag nur bei 5,7 Prozent. Im Jahr 2010 stellten sich 35 Listen zur Wahl. Die Wahlbeteiligung stieg auf 7,6 Prozent. Bei der Wahl 2015 nahmen von 178.225 wahlberechtigten ausländischen Einwohnern 6,2 Prozent teil.
Im Januar 2011 wurde berichtet, dass es in der KAV Vertreter gebe, die den rechtsextremen türkischen Grauen Wölfen angehörten. Der Vorsitzende der agah, Corrado Di Benedetto, sagte, man wolle die „Anschuldigungen“ prüfen.